# Curvularia gudauskasii
Curvularia gudauskasii är en svampart som beskrevs av Morgan-Jones & Karr 1976. Curvularia gudauskasii ingår i släktet Curvularia och familjen Pleosporaceae.   Inga underarter finns listade i Catalogue of Life.